# Фёдоровка (Иванковская поселковая община)
Фёдоровка (укр. Федорівка) — село, входит в Иванковский район Киевской области Украины.
Население по переписи 2001 года составляло 136 человек. Почтовый индекс — 07201. Телефонный код — 4591. Занимает площадь 0,1 км². Код КОАТУУ — 3222055104.

## Местный совет
07200, Киевская область, Іванківський р-н, смт. Іванків, вул. І. Проскури, 47, тел. 518-76  (укр.)